# Sido Mulyo (Penarik)
Sido Mulyo is een bestuurslaag in het regentschap Muko-Muko van de provincie Bengkulu, Indonesië. Sido Mulyo telt 711 inwoners (volkstelling 2010).